# Toshirō Kanamori

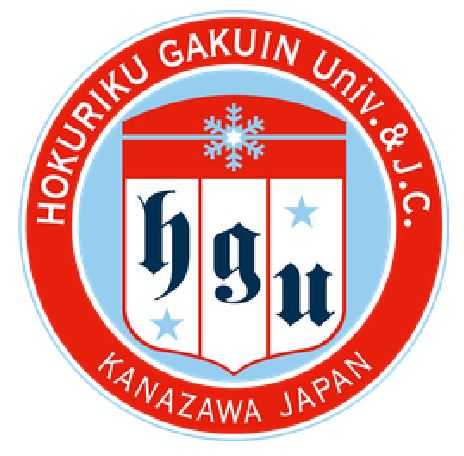
Logo der Hokuriku-Gakuin-Universität

Toshirō Kanamori (japanisch 金森俊朗 Kanamori Toshirō; * 1946 in Nanao, Präfektur Ishikawa; † 2. März 2020) war ein japanischer Pädagoge, Grundschullehrer und Professor an der Hokuriku-Gakuin-Universität. Er wurde durch den Film Children Full of Life bekannt.

## Leben
Kanamori wuchs auf einem Bauernhof in Nanao (früher Nakajima) in der Präfektur Ishikawa auf. Er studierte an der Pädagogischen Fakultät der Universität Kanazawa Philosophie und Pädagogik, wo er auch abschloss.
Nach dem Studium unterrichtete er 38 Jahre als Grundschullehrer an verschiedenen japanischen Schulen. Ab den 1980er Jahren beschäftigte er sich mit der Bildungsphilosophie „Fühl dich in deine Freunde ein, um glücklich zu werden“ und probierte verschiedene Praktiken aus, die Menschen und Natur direkt berühren, um die Schüler über das Leben aufzuklären: 1989 begann er mit einer Lektion über das Geschlechtsleben, indem er eine schwangere Frau einlud. Ein Jahr später führte er eine Lektion über das Sterben mit einem schwerkranken Menschen durch.
In seinem 2003 von der Japan Broadcasting Corporation (NHK) produzierten Dokumentarfilm Children Full of Life (Kinder voller Leben, glückliche Klasse der Tränen und des Lachens) zeigte er, wie er in einer seiner Klassen die Schüler auf das Leben vorbereitet. Für ihn kommt das Glück aus der Beziehung zwischen den Menschen.
Der Dokumentarfilm war sehr erfolgreich, erhielt mehrere Auszeichnungen und fand ein weltweites Echo. Dadurch erhielt seine Bildungsphilosophie und -praxis die Aufmerksamkeit der Bildungsgemeinschaft und anderer Bereiche wie dem Gesundheits- und Sozialwesen.
Im März 2007 trat Kanamori als Grundschullehrer in den Ruhestand und wurde Professor in der Abteilung für frühkindliche Bildung an der Hokuriku Gakuin Universität in Kanazawa. Im Januar 2017 hielt er seine letzte Lektion an der Hokuriku Gakuin-Universität vor angehenden Grundschullehrern. Während rund 20 Jahren bis 2019 hielt er jedes Jahr Gastvorlesungen an der Pädagogischen Hochschule Jōetsu (Präfektur Niigata) vor jungen Leuten und berufstätigen Lehrern.

## Werk
Nach dem Ersten Weltkrieg hatte Japan ein einheitliches Bildungssystem. In der Volksschule hatte jeder Schüler das gleiche Lehrmittel und den gleichen Unterricht. Einige „freie Lehrer“ versuchten den Unterricht nach westlichem Vorbild zu reformieren (Taishō-Zeit), sie wurden alle während des Zweiten Weltkriegs verhaftet.
Nach dem Zweiten Weltkrieg wurde die japanische Kultur eher noch strenger (Shōwa-Zeit). Kanamori war einer der wenigen, der die Tradition der „freien Lehrer“ nach dem Zweiten Weltkrieg weiterführte, um neue Lehr- und Ausbildungsansätze zu entwickeln. Er ließ sich von der europäischen Tradition der Bildungsreformer inspirieren, von denen ihn Johann Heinrich Pestalozzi am meisten beeindruckte. Auch Jean-Jacques Rousseau und Janusz Korczak gehörten zu dieser Inspirationsquelle.
Kanamori hatte sich als Primarschullehrer das Ziel gesetzt, seinen Kindern nicht nur das Lesen, Schreiben und Rechnen beizubringen, sondern sie umfassend auf das Leben vorzubereiten. Sie sollten in ihrem Leben glücklich sein und auch schwierige Situationen meistern können. Die Lektionen für das Leben sind Kanamoris Antwort auf Leistungsdruck, Isolation (Hikikomori), Verstecken von Gefühlen (Tatemae) und Selbstmord (Seppuku) in der traditionellen japanischen Kultur und ihrer Ausrichtung auf die westliche Welt.
Für Kanamori war das Wichtigste in der Bildung, dass die Lehrer ihr Klassenzimmer und ihre Schule in eine zusammenhängende Gemeinschaft verwandeln, wo der Respekt vor den Rechten der Kinder, vor ihrer Stärke und ihrem Potenzial herrscht und Kinder als vollwertige Mitglieder der Gemeinschaft gesehen werden, die ihre Rolle erfüllen. Der Lehrer muss die Schüler auf das Leben vorbereiten und ihre Aufmerksamkeit für das Individuum, den anderen und die Gemeinschaft wecken: Wenn ein Kind nicht glücklich ist, ist niemand glücklich. Der Kern von Kanamoris Ansatz ist „das Schaffen von Verbundenheit“. Er möchte, dass sich die Kinder mit sich selbst, untereinander und mit ihm als Lehrer emotional verbunden fühlen. Das Gefühl der Verbundenheit soll sie im Leben nicht nur glücklich machen, sondern ihnen das Vertrauen geben, dass sie auch in schwierigen Lebenssituationen auf ihre Freunde zählen können.
Kanamori benutzte alle möglichen Mittel, um diese emotionale Verbundenheit zu stimulieren: Beispielsweise arbeitete er mit einem Klassenbuch, in dem alle Kinder anonym über Dinge schreiben können, die sie bemerken, die sie stören oder vor denen sie Angst haben. Jeden Unterrichtstag begann er damit, das Klassenbuch vorzulesen und die Kinder miteinander darüber reden zu lassen. Indem sie ihren Freunden offen sagen, was ihnen durch den Kopf geht, fühlen  sich die Kinder nicht nur verbunden, sondern gewinnen auch an Kraft, auf ihren eigenen Füßen stehen zu können. Sein Glücksrezept ist, dass Kinder ihre eigenen Stärken und die ihrer Freunde sehen lernen.
In seinem ins Niederländische übersetzten Buch schreibt er: Ich tue alles, was ich kann, in kleinen Kinderherzen eine Landschaft von Quellenerlebnissen zu hinterlassen. Erfahrungen, die sie ihr Leben lang nicht vergessen und die ihnen Kraft geben. Ich bringe sie mit so vielen Leuten wie möglich in Berührung. Ich hoffe, dass es für die beeindruckenden Geschichten dieser Menschen einen Platz in ihren Herzen geben wird. Das Lernen findet nicht nur im Unterricht statt. Kanamori geht so oft wie möglich hinaus, denn die Außenwelt enthält auch unbegrenzte Lernmöglichkeiten.
Die Schulleistung war für Kanamori ebenso wichtig. Kinder, die sich im Klassenzimmer wohlfühlen, sind lernfähiger. Das Arbeitstempo ist daher hoch. Er betonte, dass seine Art zu arbeiten nicht im Widerspruch zum Erreichen guter Leistungen stehe: Ich habe meine Sprach- und Denkfähigkeiten kultiviert mit einer direkten Verbindung zu den Lebenskompetenzen. Das führt zu einem hohen Schulniveau.
Kanamoris Vision war, dass Kinder Kinder sein können, dass jeder Mensch aus seinen eigenen Fähigkeiten heraus arbeiten darf, dass man sein Schicksal nicht in die Hände anderer legen soll und dass Kinder von den Erwartungen ihrer Eltern befreit werden müssen.

## Auszeichnungen
- 1989 Preis der Erziehungswissenschaftlichen Forschungsgesellschaft
- 1997 Chunichi Education Award der japanischen Zeitung Chūnichi Shimbun
- 2010 wurde Toshiro Kanamori mit dem renommierten Pestalozzi-Preis der Universität Hiroshima ausgezeichnet[8]

## Schriften (Auswahl)
Japanisch (Titel ins Deutsche übersetzt):
- Sonnenschule (Taiyō no gakkō). Geschichte der Bildungspublikationen, 1988, ISBN 978-4876521449.
- In die Stadt springen Detektive: Erforsche Reis und Wasser (Machi ni tobidase tantei-dan: O kome to mizu o saguru). Yui Shobo 1994
- Lehrbuch des Lebens: Grundlegende Fähigkeit, in der Schule und zu Hause zu leben (Inochi no kyōkasho: Gakkō to katei de sodatetai ikiru kiso-ryoku). Kadokawa Shoten 2003
- Lehrbuch des Lebens: Hoffnung nähren, um zu leben (Inochi no kyōkasho: Ikiru kibō o sodateru). Bunko
- Klassenzimmer der Hoffnung: Botschaft aus der Kanamori-Klasse (Kibō no kyōshitsu: Kanamori gakkyū kara no messēji). Kadokawa Shoten 2003
- Die Kraft der Kinder wächst, wenn sie voneinander lernen: 38 Jahre Unterricht in der Kanamori-Klasse (Kodomo no chikara wa manabi atte koso sodatsu: Kanamori gakkyū 38-nen no oshie). Kadokawa One Theme 21 2007.
- Kanamori Toshiros Theorie von Kindern, Klassen, Lehrern und Bildung (Kanamori toshirō no kodomo jugyō kyōshi kyōiku-ron). Die Zukunft der Kinder 2009, ISBN 978-4901330862
- Kinder werden zu Schriftstellern: "Lebensfähigkeit" und "Akademische Fähigkeit" jenseits der Erwachsenen (Kodomo-tachi wa sakka ni naru: Otona o koeru `ikiruchikara' to `gakuryoku'). Kadokawa Shoten 2009
- Ist das für Kinder richtig? (`Kodomo no tame ni' wa tadashī no ka). Gakken Shinsho 2010
- Coautor mit Naoto Tsuji: Klassenzimmer zum Lernen: Kanamori-Klasse und Weltkulturerbe in Japan (Manabi au kyōshitsu: Kanamori gakkyū to Nihon no sekai kyōiku isan). Kadokawa Shinsho 2017

Niederländisch:
- Levenslessen van meester Kanamori. hetkind (Hrsg.), Driebergen NL 2012, ISBN 978-90-819493-0-9